# Zack Hemsey
Zack Hemsey (ur. 1983) – amerykański kompozytor, producent muzyczny i wokalista.
Jego muzyka stanowi połączenie muzyki filmowej i hip-hopu.

## Dyskografia

### Albumy internetowe
| Rok       |  |  | Dane dot. albumu                                                                   |
| --------- |  |  | ---------------------------------------------------------------------------------- |
| 2010      |  |  | Empty Room - Wydany: 29 marca 2010 - Format: CD, digital download                  |
| 2011      |  |  | The Way - Wydany: 30 czerwca 2011 - Format: CD, digital download                   |
| 2013      |  |  | Ronin - Wydany: 30 kwietnia 2013 - Format: CD, digital download                    |
| 2016 2018 |  |  | Nomad - Wydany: 4 listopada 2016 - Format: Digital download Goliath • Wydany: 2018 |

### EP
| Rok  | Dane dot. albumu                                                         |
| ---- | ------------------------------------------------------------------------ |
| 2011 | Mind Heist - Wydany: 1 maja 2011 - Format: Digital download              |
| 2011 | The Candidate - Wydany: 20 października 2011 - Format: Digital download  |
| 2012 | That Which You Seek - Wydany: 3 stycznia 2012 - Format: Digital download |

### Single
| Rok  | Tytuł                          | Album      |
| ---- | ------------------------------ | ---------- |
| 2010 | „Empty Room (Trailer Version)” | Empty Room |
| 2010 | „R.E.F. (Warrior’s Lullabye)”  | –          |
| 2011 | „Lifespan (Resurrection)”      | –          |
| 2011 | „Revelations (Remix)”          | Empty Room |
| 2011 | „Changeling (New Beginnings)”  | Empty Room |
| 2012 | „The Home of a People”         | –          |
| 2012 | „Finding Home”                 | –          |

### Teledyski
| Rok  | Tytuł                    | Reżyser    |
| ---- | ------------------------ | ---------- |
| 2012 | „Waiting Between Worlds” | Scott Gold |